# Álvaro Brachi
Álvaro Rodríguez Brachi, španski nogometaš, * 6. januar 1986, Sevilja.
Brachi je igral na položaju desnega bočnega igralca. Igral je tudi v Sloveniji Prvi slovenski nogometni ligi.

## Kariera

### Španija
Brachi je bil rojen v Sevilji, Andaluzija in je v Španiji igral samo v nižjih ligah.  Bil je član rezervnih moštev Real Betisa iz Sevilje in Espanyola iz Barcelone.
Za Espanyol je odigral dve sezoni v Drugi španski nogometni ligi (Segunda Division B) v letih 2007/08 in 2009/10.

### Ciper
Poleti leta 2010 se je Brachi pridružil kot sposojeni igralec Espanyola ciperskemu nogometnemu moštvu Anorthosis Famagusta iz Famaguste, ki zaradi političnih razlogov domuje v Larnaki. 29. avgusta je imel debi kot poklicni nogometaš, ko je vstopil v igro kot zamenjava pri zmagi 3:2 v gosteh pri Alki Larnaca v Prvi ciperski nogometni ligi.

### Madžarska
Pozneje je Brachi igral štiri leta v madžarski prvi nogometni ligi (Nemzeti Bajnoksag I) za moštvo Videoton FC. V tem času je za madžarsko moštvo igral tudi njegov rojak Hector Sanchez.
Prvi dve sezoni je pod vodstvom portugalskega trenerja Paula Souse odigral 39 tekem, po zamenjavi trenerja s portugalskim trenerjem Jose Gomesom odigral samo še 16 tekem.
Brachi je zapustil Videoton 30. junija 2015.

### Slovenija
Brachi je podpisal za NK Domžale  januarja 2016, po  predstavitvi na omrežju LinkedIn. V Domžalah je igral pod vodstvom trenerjev Luke Elsnerja in Simona Rožmana.
Leta 2017 je Brachi zapustil Domžale.

## Zanimivost
Brachijev oče Gabino Rodriguez je bil prav tako bil nogometaš, ki je igral za Betis iz Sevilje.